# Mikołaj z Liry

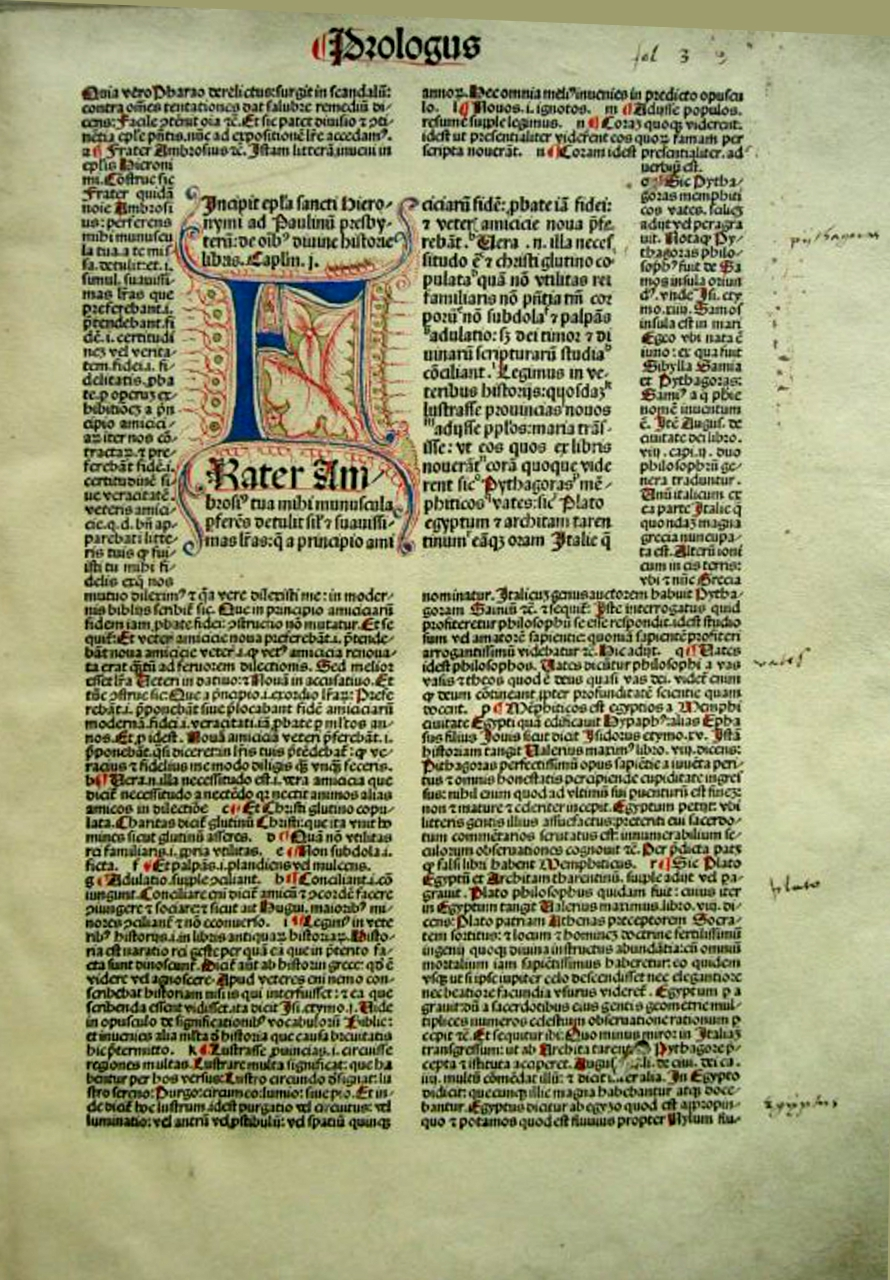
Jedna ze stron komentarza do Biblii autorstwa Mikołaja z Liry wydrukowanego przed 1500 rokiem. Tekst biblii znajduje się pośrodku, natomiast sam komentarz dookoła, jest to typowy układ dla tego typu literatury w okresie średniowiecza zwany modus modernus.

Mikołaj z Liry (łac. Nicolaus Lyranus) ur. około 1270 roku w Vieille-Lyre w Normandii, zmarł w Paryżu około 1340 roku (niektóre źródła podają październik 1349 roku, a Encyklopedia Britannica podaje nawet dokładniejszą datę: 16/23 października 1349). Wpływowy egzegeta późnego Średniowiecza. 

## Życiorys
Przywdział franciszkański habit w Verneuil-sur-Avre około 1300 roku, studiował teologię, otrzymał stopień doktora w Paryżu i został powołany na stanowisko profesora w Sorbonie w 1309 roku. W sprawie znanych wówczas Świętych Wizji przyjął stronę innych profesorów przeciwko papieżowi Janowi XXII. Odnosił duże sukcesy w nawracaniu Żydów kazaniami i pismem. Jest autorem wielu prac o tematyce teologicznej, niektóre z nich nie zostały do tej pory opublikowane. 
Mikołaj z Liry swoje najlepsze lata poświęcił na objaśnianiu pism religijnych. W drugim prologu do swojego wielkiego dzieła, „Postillae perpetuae in universam S. Scripturam”, po stwierdzeniu że dosłowne interpretowanie Pisma Świętego jest podstawą wszystkich szczegółowych mistycznych wyjaśnień, i że ono samo ma funkcję udowadniającą, tak jak uczy św. Augustyn, opłakuje on stan prac badawczych nad Biblią w swoich czasach.
Dosłowne znaczenie, stwierdził, jest zbyt niejasne, winę za to ponosili po części niedbali kopiści, po części nieumiejętni korektorzy i po części także tłumaczenie, które nierzadko odstępuje znacznie od oryginalnego hebrajskiego. Utrzymywał, że tekst powinien być w pierwszym rzędzie poprawiony z hebrajskiego, z wyjątkiem spraw związanych z boskością Chrystusa. Innego powodu niejasności Mikołaj doszukiwał się w zmianach, jakie wprowadzili scholastycy do interpretacji, mimo wprowadzenia wielu dobrych elementów wstrzemięźliwa interpretacja spowodowała utworzenie wielu nowych prądów. Na dodatek tekst został spaczony przez samowolne wielorakie dzielenie i konkordancje. Ponadto deklarował swoje przekonanie w obecnych pracach o dosłownym rozumieniu i przeplataniu tylko kilku interpretacji. 
Mikołaj używał wszystkich dostępnych źródeł, pełnych wydań hebrajskich, oraz kopii dostępnych komentarzy żydowskich egzegetów, w szczególności sławnego talmudystę Rasziego. Także „Pugio Fidei” Raymundusa Martiniego i komentarze św. Tomasza z Akwinu były analizowane przez Mikołaja. Jego wykład był jasny i zwięzły, jego obserwacje są rozsądne, logiczne i zawsze oryginalne. Wkrótce „Postille” stały się ulubionym podręcznikiem egzegetów. Był to pierwszy wydrukowany komentarz do Biblii. Pierwsze wydanie ukazało się w Rzymie w 1470 roku, kolejne ukazywały się między innymi w Wenecji, Bazylei i wielu innych miejscach. W dziele tym tekst z Biblii był wydrukowany pośrodku i nieco u góry strony, oraz otoczony komentarzem dookoła. Nauki Mikołaja z Liry są respektowane zarówno przez chrześcijan jak i żydów, oraz miały ogromne znaczenie dla ludzi, którzy wywarli decydujący wpływ na losy kościoła, między innymi na Marcina Lutra. Za to Erazm z Rotterdamu wyśmiewał podejście Mikołaja z Liry do egzegezy i złośliwie trawestował jego nazwisko jako asinus ad lyram (łac. osioł przy lutni).